# Scharfenburg
Die Scharfenburg, zeitweise auch Scharfenberg genannt, ist die Ruine einer über 900 Jahre alte Höhenburg im Ortsteil Thal der Stadt Ruhla im Wartburgkreis in Thüringen.

## Lage
Die Scharfenburg ist heute eine Burgruine und befindet sich bei 396,1 m ü. NHN auf dem Scharfenberg, einem markanten kegelförmigen Berg, etwa 75 m über dem Talgrund (320 m). Der Hauptzugang zur Burg erfolgt über einen schmalen Weg, welcher Am Rögis beginnt. Die Burgruine verfügt über einen Aussichtsturm, welcher über eine automatische Schließanlage tagsüber geöffnet wird.

## Geschichte

### Ersterwähnung
In einer Urkunde vom 13. September 1137, welche die Übertragung von Gütern für das Brückenhospital zu Frauenbreitungen bestätigt, findet mit der Nennung eines Hartung von Scharfenberg als Zeugen die bisher früheste bekannte urkundliche Nennung der Scharfenburg statt. Im 12. Jahrhundert treten mehrere Generationen derer von Scharfenberg als Urkundenzeugen oder im Dienst der Fuldaer Äbte auf. Diese hatten die nötigen Mittel und großes Interesse am Ausbau der Scharfenburg, um das Tal und die vorbeiführenden Straßen beherrschen zu können. Bis zum Beginn des Thüringer Erbfolgekrieges 1247 fehlen weitere Belege, 1248 sitzt zunächst ein Ritter von Cobstedt als Dienstmann auf der Burg. Es kommt zu Kämpfen und Belagerungen. 1260 setzen sich hessische Truppen auf der Scharfenburg fest, nach deren Abzug sind es mit den Rittern von Hopfgarten und Holundern Dienstadelige der Wettiner, die nun als Landgrafen in Thüringen regieren.

### Die Burg als Pfandbesitz
Die Burg wird von 1300 bis 1492 als wechselnder Pfandbesitz und Lehen von den Landgrafen an zahlreiche Ritter und Grafen übertragen. Von 1329 bis 1362 bestimmen die Grafen von Henneberg auf der Scharfenburg; sie waren stets daran interessiert ihren Einfluss nördlich des Rennsteiges auszubauen. Die Dienstverpflichtung der Burgvögte reicht oft kaum länger als fünf Jahre, mit diesem raschen Wechsel verhindert man bewusst eine Verwurzelung des niederen Adels mit dem zur Verwaltung übergebenen Besitz. Die Burg wurde schließlich ganerbschaftlich verwaltet. 1401 brach zwischen diesen Teilbesitzern ein blutiger Streit aus, in dessen Folge die Burg erneut belagert wurde.

### Die Entstehung des Amtes Scharfenburg
Im 15. Jahrhundert gelingt es schließlich den Herren von Witzleben, von Wangenheim und ab 1452 bis 1837 den von Uetterodt sich langfristig in den Besitz der Burg zu bringen.
In einer Beschreibung des Gerichtsbezirkes werden die der Burg unterstellten Ortschaften aufgeführt, es handelt sich dabei um die Orte (oder Anteile) Ruhla, Thal, Weißenborn, Schmerbach, Schwarzhausen, Sondra, Sättelstädt, Deubach und ein Teil von Schönau.
Die Burg ist seit einer Belagerung durch Kurfürst Friedrich im Sächsischen Bruderkrieg von 1446 schwer beschädigt, wird 1455 bereits in großen Teilen als Ruine angesehen und wird deshalb kaum noch bewohnt. Berlt und Christoph von Uetterodt, die Vögte dieser Zeit, erbauen danach im Talgrund ein Amtshaus. Mit diesem ist die Bildung des Burgamtes Scharfenburg verbunden. In der Folge gilt das Interesse an der Scharfenburg vorrangig dem Grundbesitz, dem Gericht und den damit verbundenen Einkünften und Titeln.

### Die Burgruine wird Kulturdenkmal
1837 erwarb der Gothaer Herzog die Burgruine, um sie als kulturelles Denkmal zu bewahren, zu einer umfassenden Restaurierung kam es aber erst 1875. Hierbei wurde auch der verfallene Bergfried zum Aussichtsturm hergerichtet. In der Folgezeit nutzen die Gäste des Kurortes Thal gerne die Burgruine als Ausflugsziel.
Wegen akuter Einsturzgefahr musste der Turm über Jahrzehnte bis zum Herbst 1994 gesperrt werden. Es gelang jedoch noch rechtzeitig, den drohenden Notabriss abzuwenden und die Mittel für die aufwändige Mauerwerksanierung zusammenzutragen. Zum Tag des offenen Denkmals am 11. September 1994 wurde der Turm feierlich der Öffentlichkeit übergeben. Bei den Bauarbeiten wurde die Treppenanlage im Turm erneuert, Zwischendecken eingefügt und die Aussichtsplattform mit einer Dachhaube wetterfest gemacht. Ausgewählte Kleinfunde und Schautafeln informieren über die Burggeschichte.
Zur Bewirtschaftung der Burgruine wurde 1997 eine kleine Blockhütte errichtet, am Turm wurde der erforderliche Blitzschutz und eine elektrische Beleuchtung installiert. Für Musikdarbietungen und Vorträge wurde im Zentrum des Burghofes eine kleine Bühne angelegt.

### Gegenwärtige Situation
Die Scharfenburg ist ein eingetragenes Kulturdenkmal und befindet sich im Besitz der Stadt Ruhla. Mehrmals im Jahr finden in den Mauern der Burgruine Kulturveranstaltungen statt (Burgfest im Juli). Der Bergfried dient als Burgmuseum und Aussichtsturm.

## Bauliches

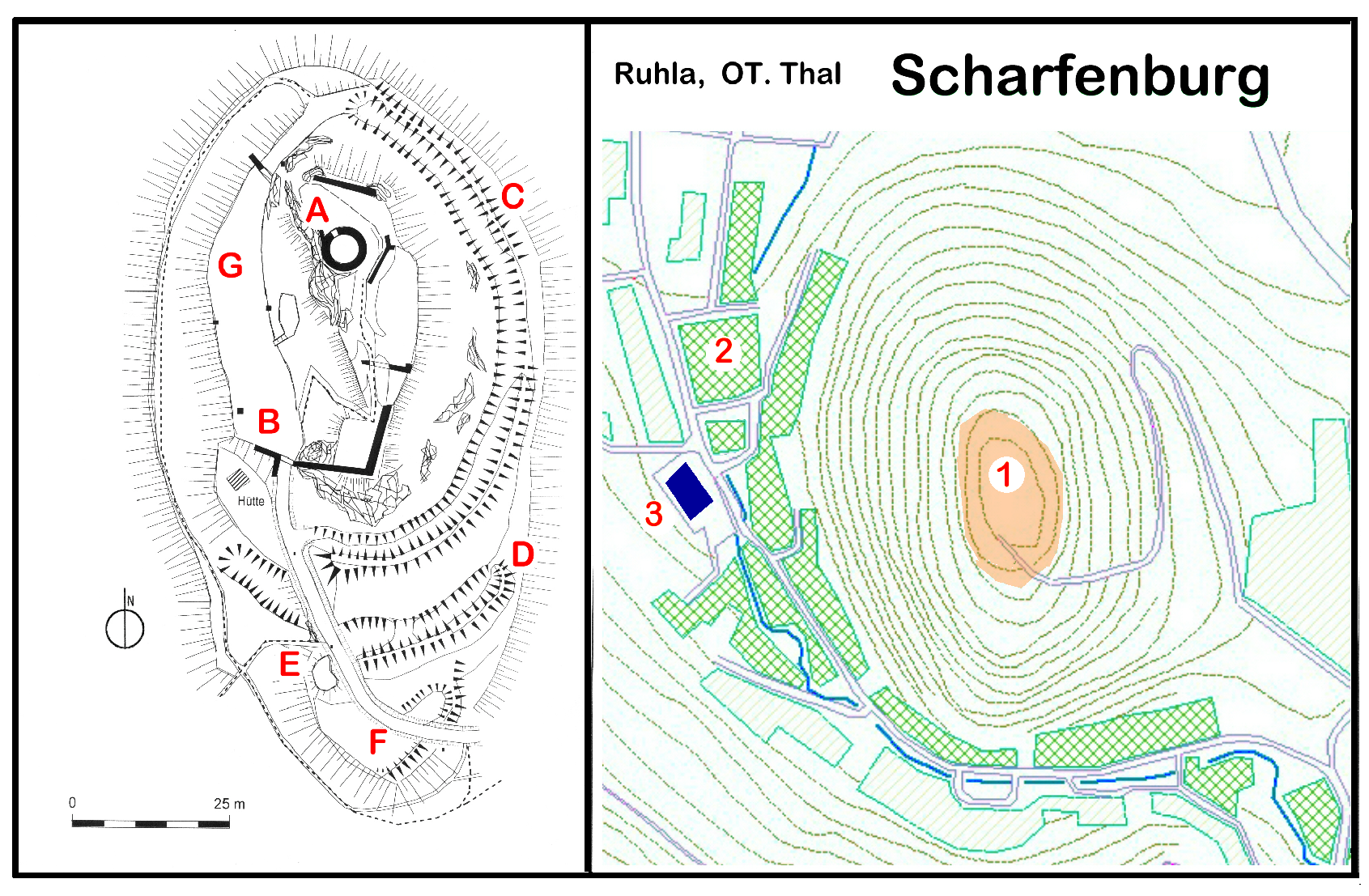
Lageplan
Legende: (1) Die Scharfenburg, (2) die mittelalterliche Ortslage von Thal, (3) das Amtshaus der Uetterodts; (A) der Bergfried – heute Aussichtsturm, (B) das Torhaus, (C) der Ringwall und -Graben, (D) die innere sichelförmige Wall-Graben-Befestigung, (E) der fragliche Standort eines Turmes, (F) die äußere Wall-Graben-Befestigung und (G) der Burghof bzw. die Untere Burg mit den Wirtschaftsgebäuden.

Die Anlage der Höhenburg wurde in mehreren Bauabschnitten als Gipfelburg auf einem allseits steil abfallenden, kegelförmigen Berg angelegt. Ein noch gut erhaltener Wallgraben umgibt die wenigen verbliebenen Mauerreste der Ringmauer und daran angefügter Steingebäude sowie den markanten, auf einem Felsplateau im Zentrum stehenden Bergfried. Einzig das mit einem gotischen Portal und dem Uetterodschen Wappen versehene Torhaus ist in seiner Lage und Ausdehnung als Gebäude noch zweifelsfrei zu orten, die Wohn- und Wirtschaftsgebäude haben hingegen nur wenige Spuren hinterlassen. Die Erbauer der Scharfenburg benutzten für die Steingebäude das leicht zu brechende, sehr poröse, weiche Felsgestein des Burgberges, aus dem auch das Torhaus und die Ringmauer besteht, für den Turm ließen sie dagegen aus dem Umland solide Sandsteinquader heranschaffen. Als ältesten Teil der Burganlage deutet man, wie bei der etwa zeitgleich entstandenen Treffurter Burg Normannstein, den romanischen Rundturm, er wurde, solide und mit sorgfältig bearbeiteten großformatigen Quadersteinen auf dem höchsten Punkt des Burgfelsens erbaut, er hat einen Durchmesser von 12 m und weist im Erdgeschoss eine Mauerstärke von etwas mehr als 2 m und im obersten Geschoss immerhin noch 1,88 m auf. Der ursprüngliche Zugang erfolgte über eine kleine Pforte auf der Nordseite etwa 4 m über dem Mauerfuß. Im Erdgeschoss befand sich ein fensterloses Verlies. Die ursprüngliche Turmhöhe betrug etwa 30 m. Der heute etwa 20 m hohe Turm kann über eine stählerne Wendeltreppe bestiegen werden. Die Lager- und Wirtschaftsgebäude sowie die Stallungen wurden in der Blütezeit der Burg erbaut und sicher mehrfach erneuert, man vermutet Fachwerkgebäude auf dem geräumigen unteren Burghof unmittelbar hinter dem Burgtor. Die Wohngebäude und eine ab dem Jahr 1272 urkundlich belegte Kapelle standen dagegen erhöht auf dem Fels an der Ostmauer und lagen im Schutz des Bergfrieds.
Zum Schutz der Toranlage dienten auch die zwei noch deutlich erkennbaren sichelförmigen Gräben, welche man im Abstand von jeweils etwa 25 m südlich vor dem Torhaus findet. Hier könnte sich ein Vortor mit einem dabei stehender Turm am zweiten Graben befunden haben, darauf deutet eine leichte Erhebung von etwa 5 m im Durchmesser am Ende des oberen Vorwalles hin. Der äußere der beiden vorgelagerten Gräben liegt etwa eine Bogenschussweite von der Burgmauer entfernt, er ist für den Laien nur noch undeutlich als Bodensenke zu erkennen.

## Sagen
Die wechselvolle Geschichte der Burg führte zur Entstehung zahlreichen Sagen. Meist betreffen diese die Kämpfe um den Besitz der Burg. Wegen seiner auffälligen Gestalt wurde der stark verfallene Bergfried seit dem 18. Jahrhundert von der einheimischen Bevölkerung als „Löttöpfchen“ bezeichnet.

Impressionen
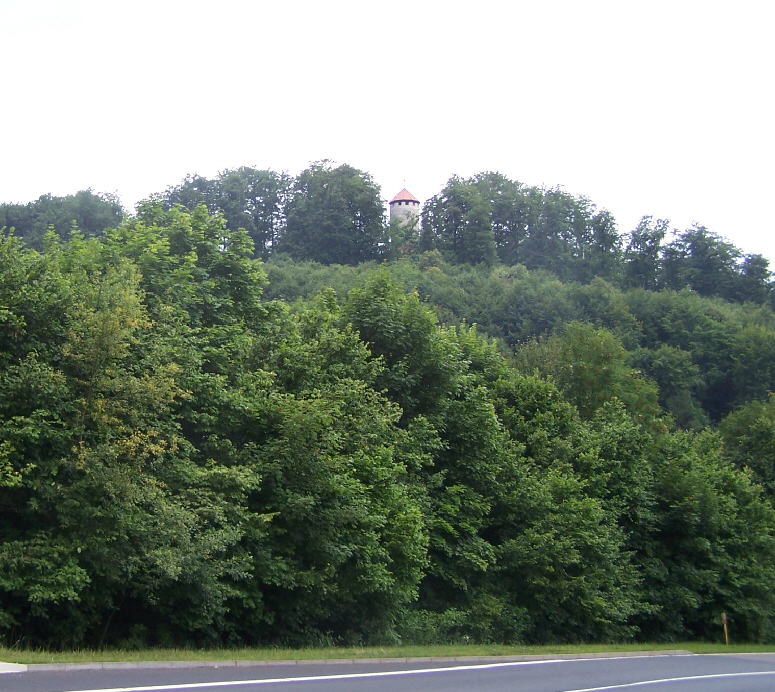
Der Scharfenberg von Osten
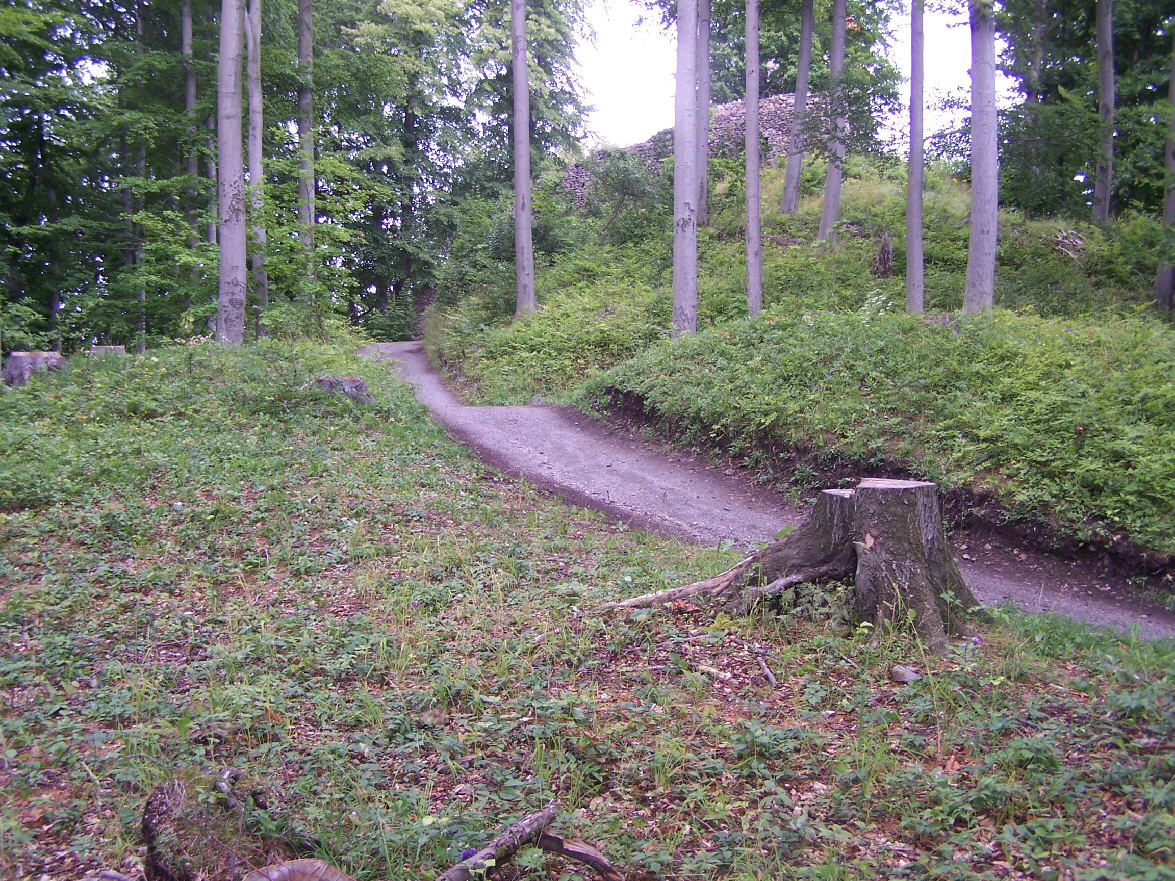
Der Innere Burggraben
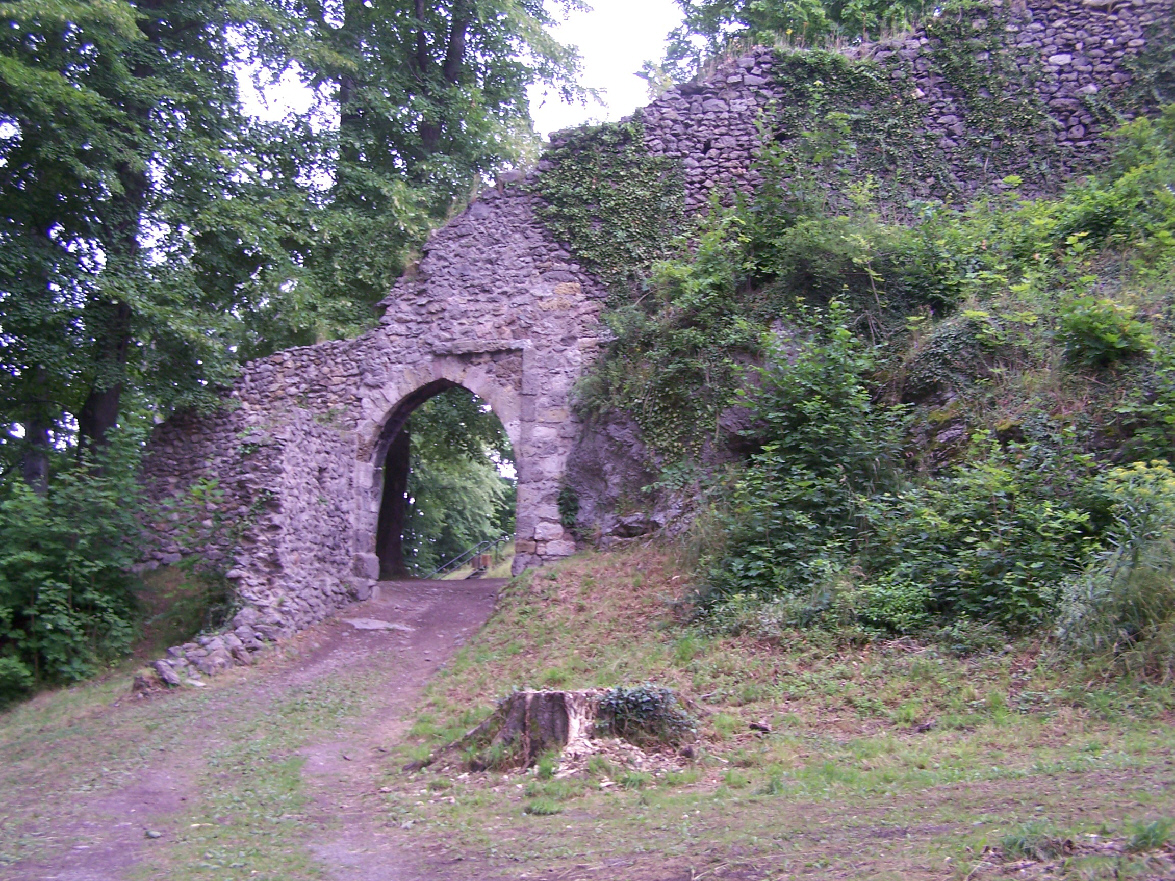
Vor dem Burgtor
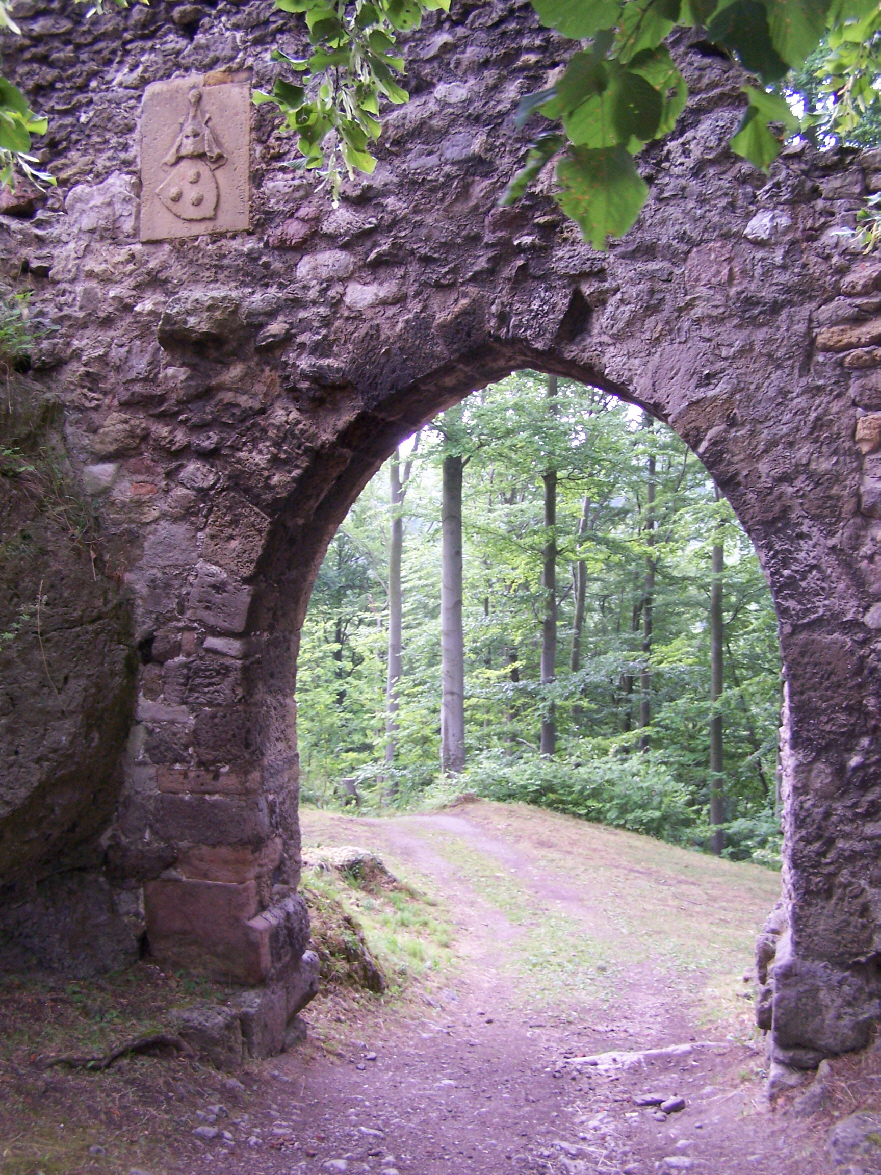
Die Innenseite des Burgtores
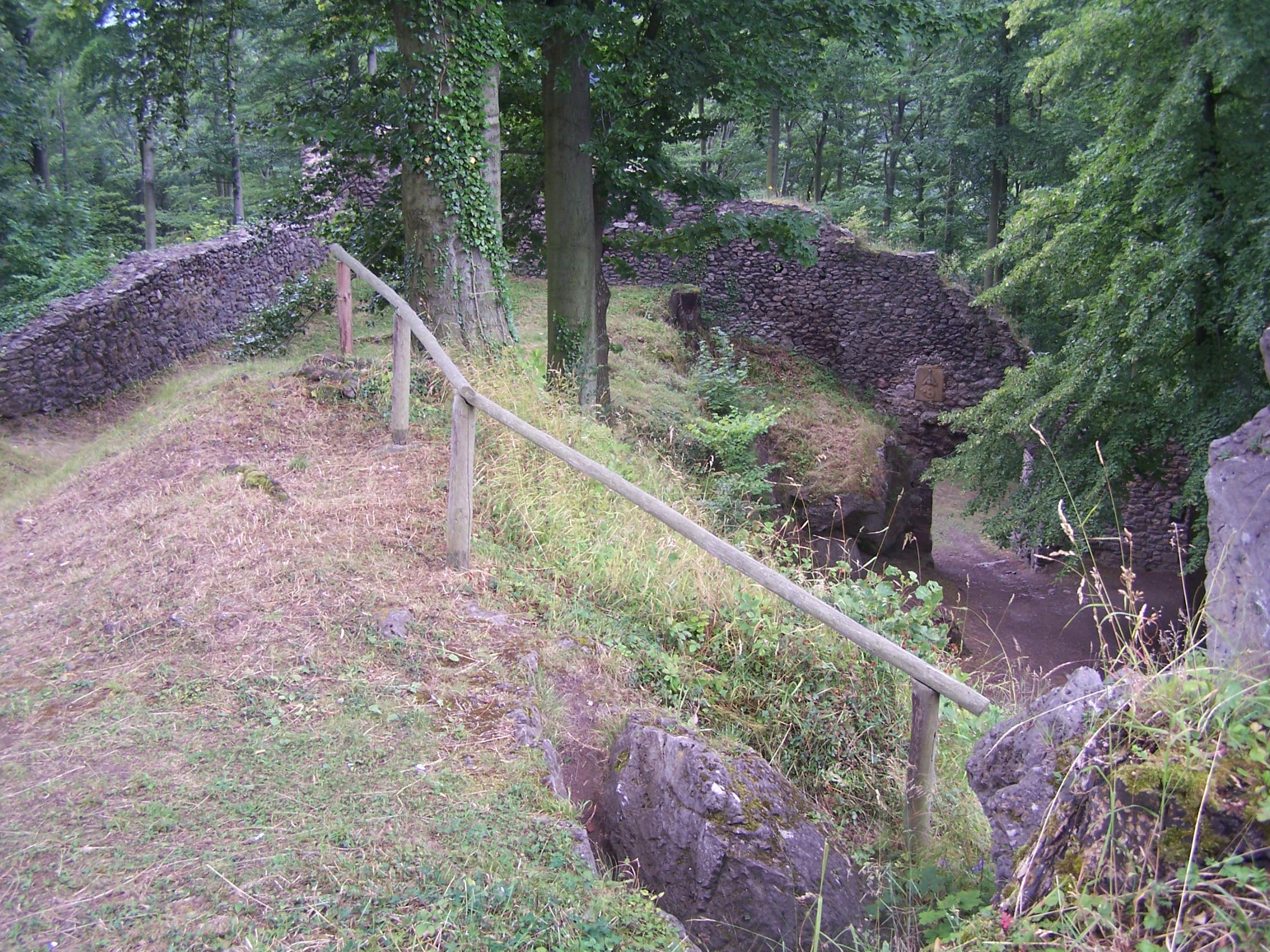
Im Inneren der Burgruine.
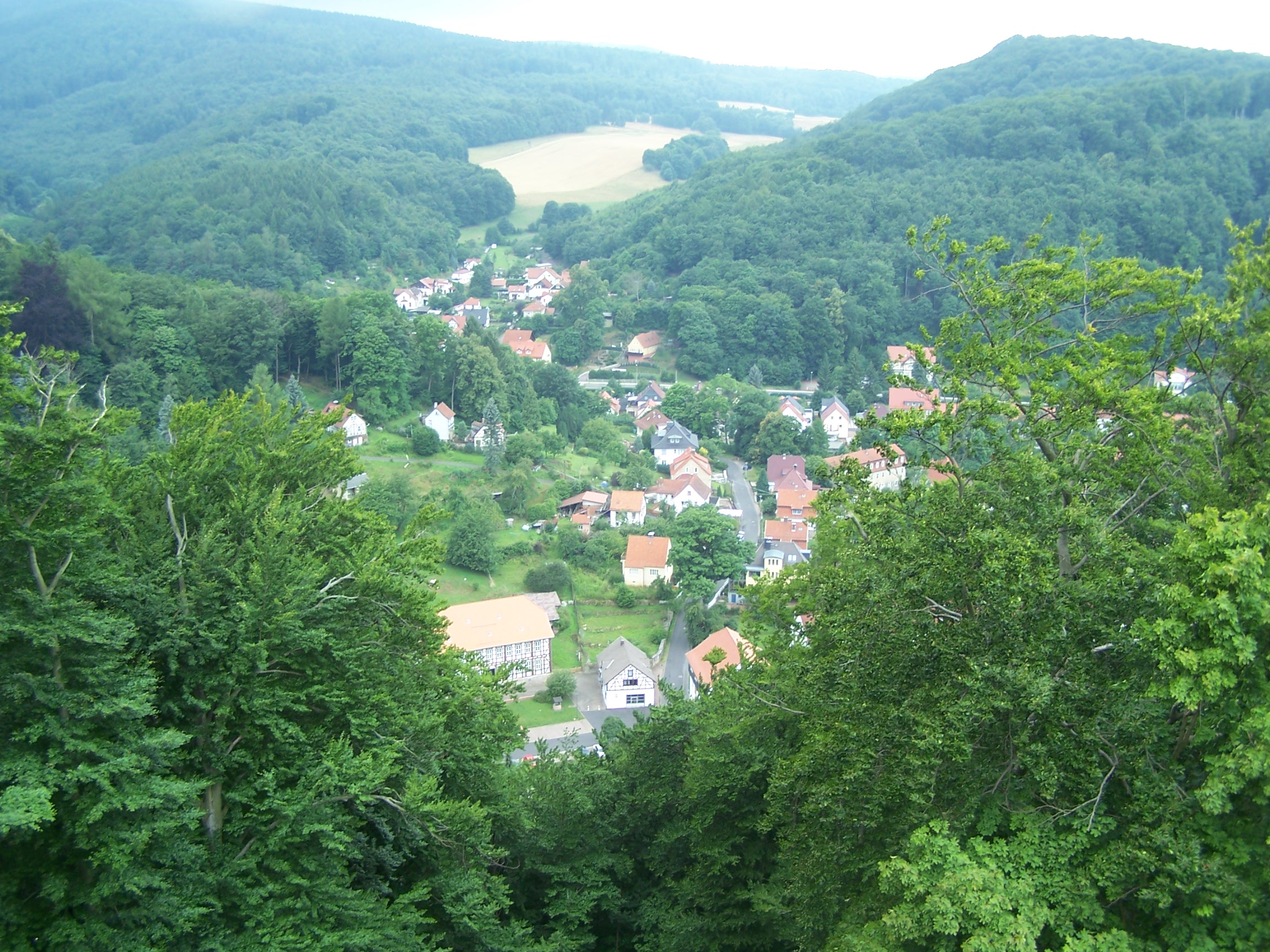
Panoramablick über Thal und Weißenborn